# Roberta Giusti
Roberta Giusti (Castelnuovo Scrivia, 26 gennaio 1944 – Roma, 11 febbraio 1986) è stata un'annunciatrice televisiva e conduttrice televisiva italiana, attiva per la Rai dal 1968 al 1985.
È stata una delle annunciatrici e presentatrici più note della televisione italiana negli anni settanta e ottanta.

## Biografia
Roberta Giusti giunse in Rai dopo un lungo periodo di attività radiofonica, venendo assunta come signorina buonasera per la sede di Roma, facendosi subito notare, la notte di San Silvestro del 1969, per avere abbattuto un tabù formale nel campo degli annunci TV: infatti chiuse le trasmissioni del Secondo Programma con la frase: Signore e signori, buona notte e tanti auguri di buon anno!, laddove fino a quel momento le sue colleghe preferivano porgere ai telespettatori gli auguri legati ad ogni festività all'inizio della programmazione della giornata corrispondente e non alla fine di quella della vigilia.
Tra i tanti annunci realizzati in diciassette anni di lavoro in Rai, è rimasto nella memoria collettiva il suo volto in lacrime alla fine della messa in onda dei funerali di Stato dei cinque uomini della scorta di Aldo Moro, uccisi nella Strage di via Fani.
Molto impegnata in iniziative sociali e benefiche, oltre al ruolo di annunciatrice fu presentatrice di varie trasmissioni per bambini e ragazzi, tra le quali Tip Tap Club, nel 1982 sulla Rete 2 (l'attuale Rai 2), con regia di Romolo Siena, al fianco di Bobby Solo e Sergio Leonardi, in cui sostituì repentinamente Moana Pozzi, cacciata dal programma dopo che la produzione scoprì la sua attività parallela di attrice di film pornografici.
Nella sua carriera figura anche un disco natalizio, intitolato Stella di Natale, inciso nel 1981 con la collega Maria Giovanna Elmi (sua cara amica anche nella vita privata), che presentò in varie trasmissioni televisive del periodo, da TG l'una a Domenica in.
Fu stroncata a 42 anni da un tumore. Quando era già ammalata e costretta a tagliare i capelli molto corti a causa delle cure che stava affrontando, nell'estate del 1984 alcune tra le sue colleghe annunciatrici Rai (Maria Giovanna Elmi, Paola Perissi, Peppi Franzelin, Mariolina Cannuli) decisero per solidarietà di adottare una pettinatura simile alla sua, e conquistarono anche le copertine di alcuni giornali: questo cambio di aspetto sembrò una trovata di immagine in un periodo in cui la TV commerciale cominciava a insidiare il primato della Rai.
Dopo le esequie nella Basilica di San Lorenzo fuori le mura, fu sepolta nel Cimitero del Verano di Roma.

## Vita privata
Le furono attribuiti rapporti sentimentali con personaggi noti come il calciatore Gianni Rivera, il giornalista televisivo Fabrizio Del Noce, carissimo amico, divenuto molti anni dopo direttore di Rai 1. Fu sposata per alcuni anni con il giornalista sportivo Mario Giobbe. In seguito fu compagna dell'imprenditore Stefano Pantanella. Negli ultimi anni si era legata ad un architetto egiziano.

## Citazioni e omaggi
- Ogni anno, per ricordarla, il Comune di Castelnuovo Scrivia (suo comune d'origine) organizza un concorso, intitolato La storia più bella, riservato agli studenti delle scuole dell'infanzia, primarie e secondarie di I° grado.

## Televisione (parziale)
- Orizzonti della scienza e della tecnica (1968)
- Tip Tap Club, regia di Romolo Siena (Rete 2, 1982) - in sostituzione di Moana Pozzi

## Discografia
- 1981 – Stella di Natale (con Maria Giovanna Elmi)